# 15-й механизированный корпус
15-й механизированный корпус — формирование Вооружённых Сил СССР в период Великой Отечественной войны. Период боевых действий: с 22 июня 1941 года по 5 августа 1941 года.

## История
15-й механизированный корпус входил в состав 6-й армии, входившей в Киевский военный округ, который 22 июня 1941 года был преобразован в Юго-Западный фронт.
15-й механизированный корпус начал формироваться в марте 1941 года. Летом 1940 года из состава 4-го механизированного корпуса была выделена 10-я танковая дивизия, но при этом сохранившая прежнее место дислокации. 37-я танковая дивизия формировалась весной 1941 года на базе 18-й легкотанковой бригады, переброшенной в мае 1941 года из Прибалтики. На формирование других частей дивизии пошли артиллерийские, стрелковые и танковые батальоны, а также роты и полки.
Управление расформировано в августе 1941 года в связи с гибелью в Уманском котле.

## Командование
- Командир — генерал-майор Карпезо, Игнатий Иванович;
- Заместитель по строевой части — полковник Ермолаев, Георгий Иванович;
- Начальник штаба — генерал-майор Ноздрунов, Михаил Кузьмич, полковник Шаров.
- Заместитель по политической части — полковой комиссар Лутай Иван Васильевич (20.03.1941-05.08.1941, погиб в сентябре 1941 г.).
  - Заместитель начальника отдела политпропаганды — полковой комиссар Бичеров Александр Андреевич (20.03.1941-05.08.1941).
- Помощник по технической части — военинженер 2 ранга В. Н. Рябов.
- Начальник отдела тыла — капитан Стурит Август Андреевич (пропал без вести 02.07.1941)[2].

## Состав корпуса
- Штаб корпуса — г. Броды
- 10-я танковая дивизия -в/ч 4141 Злочев (генерал-майор Огурцов, Сергей Яковлевич)
  - 19-й танковый полк -в/ч 4466 (подполковник Пролеев Василий Алексеевич)
  - 20-й танковый полк -в/ч 4536 (полковник Терлянский Иван Владимирович)
  - 10-й мотострелковый полк -Бережаны, Белый Камень (полковник Пшеницын Владимир Александрович)
  - 10-й гаубичный артиллерийский полк -в/ч 4615 Перемышляны (майор Скорняков Михаил Иванович)
- 37-я танковая дивизия -в/ч 9639 Кременец (полковник Аникушкин, Фёдор Георгиевич)
  - 73-й танковый полк -в/ч 9680 (майор Громагин Михаил Александрович)
  - 74-й танковый полк -в/ч 9683 (полковник Коюнтин (Клюнтин?) Василий Александрович пропал без вести)
  - 37-й мотострелковый полк -в/ч 9667 Бережаны (майор Шлыков Иван Семёнович (25.03.1941 — погиб 27.06.1941)
  - 37-й гаубичный артиллерийский полк -в/ч 9691
- 212-я моторизованная дивизия -в/ч 2801 г. Броды (генерал-майор технических войск Баранов, Сергей Васильевич, с 01.07.1941 полковник Бардадин Василий Владимирович, начальник штаба — полковник Першаков Михаил Алексеевич — до 01.07.1941)
  - 669-й мотострелковый полк -в/ч 2815 (полковник Бардадин, Василий Владимирович)
  - 692-й мотострелковый полк -в/ч 2804 (майор Покорный Василий Ефимович (пропал без вести 07.08.1941)
  - 131-й танковый полк -в/ч 2836 (полковник Рубинов Михаил Григорьевич)
  - 655-й артиллерийский полк -в/ч 2827
- 25-й мотоциклетный полк -в/ч 8149 (майор Чепрунов Георгий Ильич (25.03.1941-?)
- 544 отдельный батальон связи -в/ч 8130
- 65 отдельный мотоинженерный батальон -в/ч 8132
- 115 корпусная авиационная эскадрилья -в/ч 5489
- Корпусной артиллерийский полк (номер неизвестен)

## Численность
Численность личного состава на 22.06.1941 г. составляла 33 935 человек (что составляло 94 % от штатной численности).
Бронетанковый состав:
| Соединение                   | Т-40 | Т-26 | ХТ | БТ-7   | БТ-7 арт | Т-28 | Т-34 | КВ-1 | Итого  | БА-10 | ФАИ | БА-20 | Итого БА |
| ---------------------------- | ---- | ---- | -- | ------ | -------- | ---- | ---- | ---- | ------ | ----- | --- | ----- | -------- |
| Управление                   |      |      |    |        |          |      |      |      |        | 6     |     | 5     | 11       |
| 10-я танковая дивизия        |      | 22   | 8  | 174    | 7        | 55/4 | 38   | 69/6 | 373/10 | 56    | 9   | 21    | 86       |
| 37-я танковая дивизия        |      | 22   | 1  | 255    | 3        |      | 34   | 1    | 316    | 35    |     | 10    | 45       |
| 212-я моторизованная дивизия | 17   | 5    |    | 43/11  |          |      |      |      | 65/11  | 18    |     | 17    | 35       |
| Итого по корпусу             | 17   | 49   | 9  | 472/11 | 10       | 55/4 | 72   | 70/6 | 754/21 | 115   | 9   | 53    | 177      |

Примечание: 10-я танковая дивизия в июньских боях из 63 танков КВ потеряла 56. Из них: 11 потеряно в бою, 11 пропало без вести, 34 оставлено и взорвано экипажами из за неисправностей. Из общего числа БА-20 корпуса 5 находилось в мотоциклетном полку.
Количество автотранспорта:
- Легковых автомобилей 82;
- Грузовых автомобилей 1953 из них автоцистерн 166, мастерских 65;
- Автобусов 38, из них штабных 5, санитарных 31.
- Тракторов 165;
- Мотоциклов 131.

На 07.07.1941 в корпусе было в наличии 66 танков, на 01.08.1941 уже только 15 танков.
Причины потерь в танках:
- Оставлено на месте расквартирования 45 танков;
- Передано в другие части во время боевых действий 23 танка;
- Отстало в пути и пропало без вести 230 танков;
- Безвозвратные потери 385 танков.